# Kaindy
Kaindy (kaz. Қайыңды көлі, Qayındı köli) je 400 metara dugo jezero u Kazahstanu, koje doseže u nekim područjima dubinu blizu 30 metara. Jezero se nalazi 129 km istočno od grada Almatija i 2.000 metara iznad razine mora.

## Vanjske poveznice
|  | Zajednički poslužitelj ima još gradiva o temi Kaindy |